# Miles Storey
Miles Storey (West Bromwich, 4 gennaio 1994) è un calciatore inglese, attaccante del Clitheroe.

## Carriera

### Club
Dopo aver giocato nelle giovanili del Wolverhampton e per una stagione in quelle del Coventry City, nella stagione 2010-2011 gioca nelle giovanili dello Swindon Town; nell'aprile del 2011 il suo allenatore Paul Bodin diventa allenatore ad interim della prima squadra dei Robins, impegnata nella terza divisione inglese, ed il 30 aprile 2011 fa esordire il diciassettenne Storey tra i professionisti, facendolo subentrare negli ultimi dodici minuti della partita casalinga di campionato persa per 2-0 contro l'Oldham Athletic. Nel corso della stagione Storey gioca poi una seconda partita, rimanendo aggregato alla prima squadra anche per la stagione 2011-2012: durante questa stagione gioca in totale 4 partite nella terza divisione inglese. Nella stagione 2012-2013 all'età di diciotti anni segna invece i suoi primi gol tra i professionisti realizzando una doppietta nella partita di Coppa di Lega persa per 3-2 contro l'Aston Villa (club di prima divisione) il 30 ottobre 2012. Nel corso di questa stagione gioca in totale 8 partite di campionato, nelle quali segna anche una rete; scende inoltre in campo anche nella semifinale play-off contro il Brentford, che lo Swindon Town perde per 5-4 ai calci di rigore: nell'occasione uno degli errori dal dischetto dei Robins è opera proprio di Storey.
Inizia successivamente la stagione 2013-2014 giocando per la prima volta in carriera una partita di campionato da titolare, il 10 agosto contro lo Stevenage (e nell'occasione è anche autore dell'assist per la rete che decide l'incontro, vinto per 1-0 dallo Swindon Town); il 5 ottobre 2013 viene poi ceduto in prestito per un mese al Salisbury City, club di National League South (sesta divisione), con cui gioca 3 partite senza mai segnare. Terminato il prestito, gioca ulteriori 17 partite di campionato con lo Swindon Town, che aggiunge alle 2 presenze in Coppa di Lega fatte prima del prestito; in totale in stagione segna 3 reti, tutte in campionato. Sempre in questa stagione trascorre inoltre un mese (a partire dal 14 febbraio 2014) in prestito allo Shrewsbury Town, club di quarta divisione, con il quale gioca 6 partite di campionato senza mai segnare. Nella stagione 2014-2015 gioca invece sempre in prestito in altri club: inizia infatti la stagione in quarta divisione al Portsmouth, con cui segna 2 reti in 17 presenze (oltre a 5 presenze ed una rete nelle varie coppe nazionali inglesi), e poi dal 30 gennaio 2015 al termine della stagione gioca al Newport County, altro club della medesima categoria, con il quale realizza 2 reti in 18 partite di campionato. 
Nella stagione 2015-2016 gioca invece 2 partite in League One con lo Swindon Town (che saranno anche le sue ultime partite ufficiali con il club, a 4 anni e mezzo di distanza dal suo esordio) per poi trasferirsi in prestito (inizialmente fino al gennaio del 2016 e poi fino a fine stagione) all'Inverness, club della prima divisione scozzese, con il quale mette a segno 11 reti in 30 partite di campionato, grazie alle quali è il miglior marcatore stagionale del club. Nel maggio del 2016, essendo il suo contratto con lo Swindon in scadenza il mese successivo, firma un contratto con l'Aberdeen (altro club della prima divisione scozzese) per la stagione 2016-2017; realizza la sua prima rete con la nuova maglia il 20 agosto 2016, in una vittoria casalinga per 2-1 contro il Partick Thistle; nel corso della stagione (che l'Aberdeen termina con un secondo posto in classifica in campionato e con la sconfitta in finale sia in Coppa di Scozia che in Coppa di Lega) totalizza complessivamente 14 presenze ed una rete nella prima divisione scozzese e 2 presenze nei turni preliminari di Europa League. L'11 agosto 2017, dopo aver giocato un'ulteriore partita di campionato con l'Aberdeen, viene ceduto al Partick Thistle. Nel corso della stagione 2017-2018, che i Jags terminano con una retrocessione in seconda divisione, Storey realizza 2 reti in 34 presenze (35 con i play-off); l'anno seguente segna invece 2 reti in 30 presenze in seconda divisione, e nell'estate del 2019 il suo contratto in scadenza non viene rinnovato. Dal 2019 al 2021 gioca nuovamente nell'Inverness, con cui nell'arco di un biennio totalizza complessivamente 47 presenze e 6 reti nella seconda divisione scozzese.
Il 24 giugno 2021 firma un contratto con i semiprofessionisti dell'Hereford Utd, club di National League North (sesta divisione inglese); rimane in squadra anche nella stagione 2022-2023, per poi passare al Curzon Ashton (club della medesima categoria) per la stagione 2023-2024. Dopo aver segnato una rete in 23 presenze viene ceduto in prestito in nona divisione al Bury, con cui gioca 7 partite senza mai segnare, perdendo la finale play-off per la promozione in ottava divisione. Nella stagione 2024-2025 gioca in ottava divisione al Clitheroe.

### Nazionale
Il 13 novembre 2012 ha giocato una partita nella nazionale inglese Under-19, contro i pari età della Finlandia.

## Palmarès

### Club

#### Competizioni nazionali
- Scottish Challenge Cup: 1

Inverness: 2019-2020